# Bock (Turngerät)

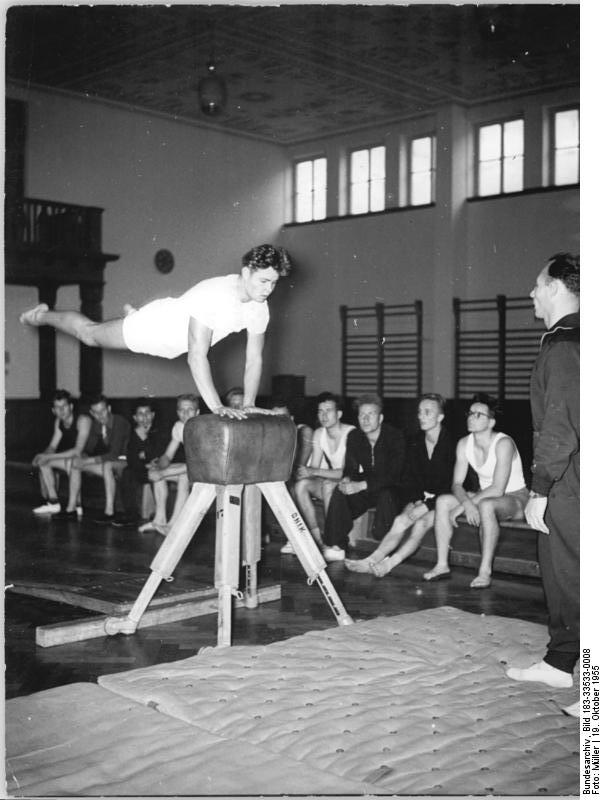
Übung am Bock

Der Bock, auch Sprungbock, ist ein vierbeiniges, höhenverstellbares und mit Leder überzogenes Springgerät. Es besitzt oben eine gepolsterte, viereckige, aber nach allen Seiten hin abgerundete Stützfläche zum Aufstützen der Hände beim Sprung und für Übungen im Sitzen.
Meist ist vor dem Bock ein Reutherbrett ausgelegt, um die Sprungenergie zu verstärken. Hinter dem Bock liegt üblicherweise eine dicke Matte, die die Verletzungsgefahr bei Stürzen verringern soll.
Der Bock wurde durch Ernst Eiselen eingeführt.